# Agro-Adler Brandenburg
L'equip Agro-Adler Brandenburg (codi UCI: AAB) va ser un equip ciclista alemany, de ciclisme en ruta que va competir professionalment entre 1997 i el setembre de 2001.

## Principals resultats
- Volta a Brandenburg: Christian Lademann (2001)

### A les grans voltes
- Giro d'Itàlia
  - 0 participacions

- Tour de França
  - 0 participacions

- Volta a Espanya
  - 0 participacions

## Classificacions UCI
Fins al 1998 els equips ciclistes es trobaven classificats dins l'UCI en una única categoria. El 1999 la classificació UCI per equips es dividí entre GSI, GSII i GSIII. D'acord amb aquesta classificació els Grups Esportius I són la primera categoria dels equips ciclistes professionals. La següent classificació estableix la posició de l'equip en finalitzar la temporada.
| Temporada | Classificació per equips | Millor ciclista en la classificació individual |
| --------- | ------------------------ | ---------------------------------------------- |
| 1997      | 53è                      | Stephan Gottschling (355è)                     |
| 1998      | 46è                      | Danilo Hondo (242è)                            |
| 1999      | 29è (GSII)               | Andreas Kappes (290è)                          |
| 2000      | 44è (GSII)               | Andreas Kappes (535è)                          |